# Панлогізм
Панлогі́зм (від грец. Πᾶν — все і λόγος — думка, слово, розум) — філософський погляд, згідно з яким все існуюче являє собою втілення мислячої субстанції, світового розуму, логічної ідеї. Потенційно присутній у вченні Спінози, де мислення оголошується одним з атрибутів субстанції. Вважається, що класичним виразом панлогізма є філософія Гегеля. Проте в системі Гегеля панлогізм є лише проміжним моментом побудови концепції абсолютного духу, який вільно вважає логічну ідею, природу і кінцевий дух як моменти свого внутрішнього життя, так що аж ніяк не зводиться до логічної ідеї та її самосвідомості: положення «усе є логічна ідея» (момент панлогізму) знімається положенням «все є абсолютний дух» і, далі, «все є в абсолютному дусі». Елементи панлогізма отримали специфічний розвиток у марбургській школі неокантіанства (ототожнення дійсності з логічними формами її пізнання у Г.Когена).